# ゼロから始める魔法の書
『ゼロから始める魔法の書』（ゼロからはじめるまほうのしょ）は、虎走かけるによる日本のライトノベルおよびそれを原作としたメディアミックス作品。略称は「ゼロの書」。イラストはしずまよしのりが担当している。電撃文庫（KADOKAWA）より2014年2月から2017年12月まで刊行された。

## 概要
第20回電撃小説大賞における大賞受賞作。使い方によっては世界を滅ぼしてしまうほどの大きな力を持つ魔法の書をめぐり、獣人の傭兵と魔法の書の作者である魔女が、共にその後を追うファンタジー小説。受賞作である第1巻は加筆訂正の後、2014年2月に電撃文庫（KADOKAWA、アスキー・メディアワークス）より刊行された。推薦文は佐島勤。2017年5月時点でシリーズ累計発行部数は62万部を記録している。
2014年12月発売の『電撃マオウ』2015年2月号より、いわさきたかしによるコミカライズ版が連載された。さらに2015年10月発売の同誌2015年12月号より、デフォルメされたキャラクターによるスピンオフ漫画『ゼロから始める魔法の書 なの！』が安岳の作画で連載された。
2016年にはボークスのキャラグミンにてゼロがガレージキット化され、コトブキヤからもゼロと傭兵を組み合わせたフィギュアの発売が発表された。
2016年10月のイベント「電撃文庫 秋の祭典2016」において、2017年春よりテレビアニメ化されることが発表された。
2017年3月には2017年初夏よりソーシャルゲーム化されることが発表された。
本編完結後、ウェブ上にて本作の後日談「魔女と野獣の極めて普通な村づくり」を連載。また著者の虎走かけるは第10巻および第11巻のあとがきにて、本編完結後の主人公二人が暮らす村を舞台とした第二部の執筆を明言していたが、その後2018年8月より、レーベルを講談社ラノベ文庫に移し、宣言通り本作の続編にあたる新シリーズ『魔法使い黎明期』を開始した。

## あらすじ
教会暦526年、魔女と魔術が存在する世界。
「獣堕ち」と呼ばれる生まれつき半人半獣の姿をした傭兵の「俺」は、高い魔術を秘めたとされる自身の首を狙う魔女から逃げている最中、ゼロと名乗る別の魔女に窮地を助けられる。ゼロは自身が書き著し、何者かによって住処から持ち出されたゼロの書という本を探していた。その本は魔術に代わる魔法という新しい知識に関して記されており、才能のある人間がそれを読めば、超常的な現象を引き起こすことができ、世界をも滅ぼしかねない危険な魔法書だった。
ゼロに気に入られた傭兵は、自分を「普通の人間の姿に戻すことができる」というゼロの提案により、それを報酬に護衛として雇われ、失われた魔法書をめぐる旅に同行することになる。

## 登場人物
併記されている声優は注記が無い限り、すべてテレビアニメ版およびソーシャルゲーム版のものである。

### 主人公
ゼロ
声 - 花守ゆみり / 高橋花林（電撃文庫FCI）
本作の主人公の一人。銀髪に青紫の瞳の魔女であり、美女。一人称は「我輩」。泥闇の魔女。ウェニアス王国の森で偶然出会った傭兵を助け、旅の護衛に雇う。名前は魔女にとって重要なものとされるため、傭兵と同じく本名は明かしていない。いつかは傭兵の方から名前を教えてもらえる関係になれることが密かな願い。
本来ならば対価が必要な悪魔との契約を、逆に悪魔の方から乞われて対価もなく行ったという天才魔女。
世の中の役に立てば世間で迫害される魔女たちの立場も良くなり、自分も外の世界を見に行けるようになるだろうと、魔術に代わる魔法という技術を新たに編み出して“ゼロの書”という魔法書に書き起こす。しかし何者かによって仲間を殺された上、魔法書も持ち去られた挙げ句にそれを探すと言って出て行った十三番も戻らない。10年ほど経ったある日、魔法書を探す旅に出ることを決める。
傭兵との間柄は形式上は護衛契約であるが、その卓越した魔法を用いて逆に護衛であるはずの傭兵を守ることも多い。しかし長年“弓月の森”の住処（本人いわく“穴ぐら”）に引きこもって魔術や魔法の研究をしていたこともあって、キスという行為を知らなかったり、人目も気にせず着替えをしようとする等ひどく常識に疎いため、そういった面では傭兵に助けられている。人間の姿に戻すという条件で傭兵と契約しているが、獣堕ちの姿そのものをいたく気に入っており、『我輩のモフモフ』といって移動中肩に乗ったり、勝手に傭兵の懐に潜り込んで毛皮を寝具にして寝ており「ありのままの君の姿が素晴らしいぞ」と獣堕ちの姿でとどまる事を時折勧める。また傭兵のことを「初めてにして唯一の友」と語り執着心を見せる他、事ある毎に好意を伝えるも、ゼロの傍若無人で飄々とした性格もあり、当の傭兵には冗談としてあまり相手にされていない。好物は傭兵の作る芋のスープ。
獣の傭兵（けもののようへい）
声 - 小山剛志 / 竹内恵美子（幼少期）
本作の主人公の一人。本編における「俺」。世間から忌み嫌われ恐れられる半人半獣の獣堕ちの傭兵で、身長2メートルを超える筋骨逞しい体に白地に黒い縞模様の入ったトラの姿をしており、鼻面には大きな傷がある。人間の姿に戻してもらうという条件で、ゼロと護衛の契約を結び、共に魔法書をめぐる旅に出る。
名前を明かすとそれを使って下僕として縛るとゼロに脅されたため名前は明かしておらず、ゼロからは単に「傭兵」と呼ばれている。
獣堕ちの首は魔術を行なう際に重宝されるため、魔女や懸賞金目当ての盗賊等に狙われ続けた経緯から、大の魔女嫌い。故郷の村では外の世界とは違い他の人間に恐れられることも無く、普通の人間と変わらずに育ってきたが、13歳のころに自分を狙った盗賊に村が襲撃され、実際に三人の死者がでるほどの損害が出てしまい、このことをきっかけに家を出る。その後は獣堕ちをまともに雇ってくれる場所が殆ど存在しないため、仕方なく傭兵として生きるようになる。
恐ろしげな見た目とそれに見合う豪胆な行動力に似合わず、陰口を一々気にする小心者でお人好しであり、女性を使った比喩表現のたとえ話をしたりしている。文字の読み書きが得意ではなく、知ってる単語の組み合わせを変えて行っている。
実家が酒場を営んでおり、家を離れるまではその手伝いをしていたため、料理が趣味。その腕前はゼロに「そこらの料理屋よりずっと美味い」と言わしめるほど。将来の夢は小さな酒場を開き結婚してのんびり暮らすこと。
ゼロと出会った時点ではその生い立ちもあって魔女に強い偏見を持っていたが、ゼロやアルバスとの交流を通して、魔女と言っても全てが邪悪な存在ではないことを悟り、自分の見方を改めるようになる。また当初は傍観者のスタンスでゼロの護衛をしていたが、アクディオスでの出来事を機に、報酬とは別に自らの意志をもってゼロと共に魔法書を追うことを決意する。
多くの出来事を経てリーリや神父と共に旅を続けるようになる。サナレを封印しティーオの仇もとり一時はゼロと共にいる名目も無くなったが、その後もゼロと行動を共にする。
やがて傭兵に冤罪を着せた黒の死獣と呼ばれるようになった原因を作った教会騎士の娘であるジェマと出会い、自分の過去と改めて対峙、禁書館での戦いを経てジェマに真実を告げ和解する。リーリを通じてとはいえ神父とも信頼できる仲間となっていき両親への手紙を託すが、自分の両親は廃村となってもずっと傭兵を待ち続け病死していたことを知り涙を流す。
やがてゼロと男女の関係となり契りを交わすが、全てを自分一人で解決することを決意したゼロによって人間に戻されゼロとは一時別行動となってしまう。人間に戻ったことでそれまで自分一人でやってこれたことができなくなり多くの陰謀にも巻き込まれるが、リーリや神父によって救われる。
これによりそれまで獣堕ちの中でも別格の強さであった自分と対等に接してきたリーリや神父の強さを実感、人間に戻ってもそれまで同様に接する優しさを知り本当の友情というものが存在したことを理解した。その後もゼロの力になるため人間の姿のままでゼロの元へ駆けつけ、ゼロを助けるため再び悪魔の力を宿すことに耐えうる肉体を得るため自らの意思で再び獣堕ちへと戻り戦いを終わらせた。
全ての因縁に決着をつけた後は皆とウェニアス王国に戻り、増えすぎた人口の移住計画に参加する。多くの獣堕ちや元獣堕ち、そして彼らを慕う人々を連れて廃村となってしまったかつての生まれ故郷へ赴き、村の再建に邁進する。その努力は実り短期間で村の再建に成功、念願の酒場を開き村人から祝福される。ゼロ、リーリ、神父も村で生活するようになっている。

### ウェニアス王国
アルバス
声 - 大地葉
魔女への迫害の終結を標榜する“ゼロの魔術師団”に所属する子供の魔女。魔女なのでアルバスは偽名である。魔術師団で魔法を学び、更なる力を求めて傭兵の首を狙って襲い掛かっていたところ、ゼロの介入によって失敗。その後ゼロが魔女であり、さらにゼロの書の作者であることを知り、魔術師団の拠点に招待する。
魔術師団の拠点に王国側の魔術師として現われた十三番に捕らえられ、協力を拒否したため処刑されそうになるも、傭兵とホルデムに救われる。魔術師団を統率する“あの方”を信頼し付き従っていたが、ゼロの仲間を殺し魔法書を盗み出していたことを知り、魔術師団に戻らないことを決め、魔女と王国の対立を解決するため独自に行動を起こす。
詠月の魔女ソーレナの孫娘。身の安全のために立場を偽り少年のような言葉遣いをしていたため、当初は傭兵に男と思われていた。傭兵には「坊主」、ゼロには「わっぱ」と呼ばれる。ウェニアス王国での騒動が終結した後は、ソーレナの後継たる詠月の魔女として、ウェニアス王国の国家魔術師団“ソーレナの火”の代表に収まり、広く散ってしまった魔法の管理に努める。ゼロの書はアルバスが管理することになり、彼女自身もおいそれと閲覧できないように保管している。
ウェニアス王国で魔女狩りが禁止された後はウェニアス王国を巡る各国の情勢が激しく変動しており、それを巡る各国の腹の探り合いにうんざりさせられている。時同じくしてゼロたちが黒竜島の一件に巻き込まれ連絡がとれなくなったことでさらに苛立ちを強めているが、サナレが書いた偽の手紙により必要最小限の連絡しか求められていないと誤解してしまう。ゼロ達から期待されていた精神的な成長も実は全くしていなかったらしく、和解したはずの十三番からの助言を拒否し十三番からは半ば愛想を尽かされていた。更にソーレナの魂と偽ったサナレにより十三番が謀反を起こすと疑い彼に対する追討を計画し始めてしまい内政の混乱を招いてしまう。
決別した教会に対抗すべく獣堕ちを人間に戻す政策を宣伝するも、十三番が欠けた状態での魔術師達だけでは力も数も足りず、人間に戻る順番を待つ獣堕ちが大量に発生し食人衝動による問題を引き起こしてしまう。苦肉の策として順番を待つ獣堕ちは城の最深部にある牢屋に監禁するという非人道的な手段に手を出してしまい、後に全てを十三番の責任として押し付ける行き当たりばったりな政治手腕をゼロから厳しく批判されてしまう。
自身がウェニアス王国をまともに運営できていると誇示するため全世界の要人を集めパーティーを開くも監禁していた獣堕ちの暴走で失敗、ゼロからの叱責やサナレの教唆により精神的に追い詰められ、ウェニアス王国に集まった全世界の要人を人質に全世界相手に全面戦争をしかけるという暴挙に出る。本格的な行動を開始した泥沼の魔女から用済みと判断されたことで消されかけるが、十三番が命懸けでアルバスを守ったことで何とか生き延びる。
十三番が自身の落命と引き換えにアルバスを救ったことでようやく自身の今までの行いを反省し改心する。その後は地道な国家運営に精を出している。
ホルデム
声 - 加藤将之
ウェニアスの宿屋でゼロと傭兵が出会った狼の獣堕ち。
元は普通の人間で、貴族の三男。正規騎士として城に勤めていたが、人妻に手を出した挙句決闘騒ぎとなり逃げ出した後、ソーレナに出会う。しかし弱い者には興味がないとソーレナに言われたため、獣降ろしをしてもらい、自ら人間の姿を捨てた。
アルバスを探していた際に、魔女という名目で差し出された女性たちを侍らせていたのを見たゼロの不興を買い、全身脱毛される。その恨みから一度は傭兵を殺そうとするも、行方を追っていたアルバスの臭いを嗅ぎ取り、利害の一致により手を組む。
その後はアルバスが本物の孫娘だと確信しゼロ達と行動を共にし、傭兵のことも兄貴と呼んで慕うようになった。戦いが終わった後もアルバスの護衛を務め、ウェニアス王国を去るゼロ達をアルバスと共に見送った。
ゼロたちが黒竜島の一件に巻き込まれ連絡がとれなくなった際はアルバスのため傭兵たちが関わりそうな事件に関する情報取集に取り組みつつ、連絡がとれないことでいらだつアルバスをなだめていた。
ソーレナ
声 - 榊原良子
人と接し人を助ける詠月の系統の代表者たる偉大な魔女であり、アルバスも「国一番の魔女」と尊敬している。病に陥った一般人のために薬を提供するなど、住民との関係は悪いものではなかったが、疫病が流行った際に、それを魔術によって治めた結果、逆に魔術で疫病を流行らせた犯人であるという汚名を着せられ、火刑に処される。これがきっかけでウェニアス王国で魔女による反乱が起きることになる。アルバスの話では胸が非常に大きかったらしく、傭兵をして「（自分が嫌っている）魔女で無ければ一度会ってみたかった」と言わしめた。
古着屋の店主
声 - 大畑伸太郎
あまりにみすぼらしいゼロの恰好を見かねた傭兵が、衣服を買うために寄った古着屋の店主。頭の禿げた厳つい中年男で、その女性にもてない容姿もあり、ゼロの美貌に骨抜きにされてしまう。最終的にはゼロの服の代金としてそれまで着ていたローブを要求し、額縁に入れてワインを嗜みながら鑑賞するといった奇行に走る。この保存していたローブを使うことによって、アルバスがゼロの居場所を探る占いを行使することができたため、傭兵たちの一助となった。
ロシェル
声 - 青山吉能
アニメオリジナルキャラクターの宿屋の看板娘。スタイルが良く胸部を強調させた服装をしている。基本的に明るい性格の持ち主であるが、母親を獣堕ちの食人衝動で奪われた過去から獣堕ちに対する暗い感情も持ち合わせている。原作では十三番との会話に伴うゼロとの行き違いによって傭兵はすぐに街を去っているが、街を去るまでの傭兵の行動を掘り下げる役割をロシェルが担っている。
傭兵とは街で偶然出会っただけの関係であったが、街でやりたい放題する獣堕ち達と違って商人にきちんと料金を払う傭兵を見て宿屋に招く。当初は好意や興味以外に打算的な思惑が大半であり、あくまで宿代をきちんと払ってくれることを期待してでの招待ではあったが、打算的な発言を隠すことのないロシェルの対応を気楽に感じていた傭兵との関係は比較的良好であった。
傭兵の性格の良さだけでなく、獣堕ちとしての怪力による宿仕事の軽減や傭兵の料理の腕前の披露もあり、当初の打算的なつながりは薄れ互いに信用関係に近い感情を抱くようになるがロシェルの父親が帰宅したことで二人の関係は崩壊してしまう。獣堕ちの食人衝動で妻を奪われた父の逆鱗に触れたことでロシェルも獣堕ちによって母親を失った過去を再び再認識させられる。蘇った暗い感情に呑まれ傭兵が作ってくれた彼女への食事を捨ててしまい、その現場を傭兵に観られたことで関係は崩壊。宿屋に迷惑をかけていた他の獣堕ちを一掃した末に料金を置いて去る傭兵と最後まで和解できずに終わってしまった。傭兵が去る際に何かを告げようとするが、あまりの状況の変化に声を出せず何を伝えようとしたのかは不明であった。
ロシェルの父
声 - 金光宣明
アニメオリジナルキャラクターの宿屋の主。妻を獣堕ちの食人衝動で奪われた過去をもつ。街でやりたい放題する獣堕ちに迷惑しているところへロシェルが傭兵を招いていたため激怒、妻を失った悲しみをロシェルにぶつける。このことが傭兵とロシェルの関係を崩壊させ傭兵が去る契機となった。皮肉なことに料金も払わず好き勝手に迷惑をかける獣堕ち達を宿屋から撃退してくれたのは彼と同じ人間ではなく、彼が心の底から憎む獣堕ちであった。
七番（ななばん）
十三番の弟子であるウェニアス王国の王子。政争を避ける目的もあり十三番の弟子として修業し政治の表舞台から遠ざかっていた。傭兵と出会った際は女装しており胸の大変大きな女性として振る舞っていたため、正体を明かした際は傭兵に非常に落胆された。アルバスに対しては国を任せるほど信頼していたが、十三番の意見を聞かないうえにサナレの言葉に騙され全世界に宣戦布告をしたアルバスの稚拙な政治手腕に見切りをつけウェニアス王国に帰還。十三番が信頼できる存在であることを周囲にはっきりと宣言しアルバスの引き起こしてしまった数々の失態の収拾に当たる。
泥沼の魔女の本格的な行動開始とアルバスを守ったことによる十三番の落命、全世界規模での悪魔による蹂躙でなし崩し的に戦争が終結。王国存亡の危機は去るが泥沼の魔女を巡る対応で各国との話し合いに奔走することになる。ウェニアス王国をはじめ教会への信仰をもたない人々の意見を代弁する責任者として交渉に当たり、教会を絶対視する教会騎士団と対立しつつも協力体制を構築した。
ゼロや傭兵が全ての因縁に決着をつけた後は国政に専念、アルバス達と共に増えすぎたウェニアス王国の人口増加を解決するため本格的な移住計画を打ち出す。かつて傭兵が住んでいた廃村の再建を支援し、村の再興に貢献した。
ウルス
傭兵たち一行がウェニアス王国に帰還した際に宿泊した宿屋の下男。元は熊の獣堕ちだったが人間に憧れる気持ちが強く、ウェニアス王国で魔法が公に認められたことから人間の姿に戻った。元々獣落ちだったこともあり、エブルボアの血に濡れた傭兵の凄惨な姿を見ても臆さずに、自身の勤める宿屋を紹介した。その経歴から宿屋では低賃金で雇われており、慣れない人間の体に戸惑いも感じていたが、人間に戻ったおかげで結婚相手を見つけることができ、ささやかな幸せを築いている。
教会と魔女の和平が成立してからは、傭兵の故郷の村の再建を手伝い、良き話相手となる。人間に戻ってもどこか熊っぽい雰囲気があるという理由から、「クマ」「熊の兄さん」と呼ばれ、その気さくな性格もあって村人や子供たちから慕われる。

### クレイオン共和国
フェーリア
声 - 高橋李依
聖都アクディオスの聖女と目される女性。愛称はリア。薄緋色の髪を三つ編みに垂らした巨乳の美女。超常的な力で人々の病を治療する「神の奇跡」を行い、聖女と呼ばれ祀り上げられている。ただし、教会から認定は受けていないので正確には聖女ではない。
極度の運動音痴で、前もって忠告を受けていても小さな障害物をよけられないほどに鈍く、そんな自分でも誰かの役に立ちたいという願いから、「奇跡」を行い人々の治療を行っていた。
しかしそれは実際には“犠牲印〈サクリシグス〉”と呼ばれる魔法で、傷や病を特定の印を体に刻んだ人間に分散させるというものだった。当人は魔法だということは知らずに善意でそれを使い続けているが、治療される側と症状を引き受ける側の人数が逆転することによって、逆に金銭と引き換えに犠牲印を刻んでしまった貧しい人々が苦しむという結果になっていた。
孤児員で育ち、そこで獣堕ちの幼馴染がいたため同じく獣堕ちの傭兵に対しても偏見を持たずに接する。またその極端な鈍さから傭兵にあれこれと世話を焼かれ、結果ゼロの嫉妬心が煽られることとなる。
人を疑うことに慣れていないため、聖都を提供した親しい茶飲み友達が実は悪名高き奴隷商人であることさえ知らない。また聖都の実態がリアを称賛しなければ生きていけない恐怖政治になってしまっていることにも気づいておらず、リアが「奇跡」を行うほどリアに患者を紹介できる者だけが聖都で権力を握れるという悪循環に陥っている。
リアに刻まれていたサナレによる犠牲印や守護印はゼロによって消滅したが、大怪我をしたカルを救おうとして悪魔ではなく神の力を借りて発動してしまった治癒の代償により視力を失い歩けない体となってしまっている。ゼロの見立てでは正しい意味での代償であれば目玉や足そのものを奪われているはずなので、あくまで一時的な喪失に過ぎないという可能性も考慮している。
サナレの助言もあり聖女としてふるまうため言葉遣いは敬語が多いが、本来の性格は無邪気で非常に我儘な言動も多い。自分の治癒が奇跡ではなく魔法だと指摘された際は取り乱し、説得を試みたゼロや傭兵をひたすら非難することで心を保とうとした。視力を失い自力で歩けない体となった当初は周囲とも投げやりに接しており、かつてカルが語った孤児院時代のリアがそのまま成長した姿となっていた。
アクディオスでの騒動の後は自身の「奇跡」が引き起こしていた真実を知り死を望むまでになるも、ゼロや神父からの叱咤を受け、聖女として生きてその償いをする決意を固め、ゼロより守護の章の写本を託された。正式に聖女に認定されたことで自分が課された責任もようやく自覚し、自分の一挙一動でアクディオスの命運が大きく揺れることも理解した。カルが一通りの文字も読めるため補佐に就いており、世間でも珍しい聖女と獣堕ちの補佐という組み合わせとなってる。
カル
声 - 中島ヨシキ
アクディオス近くのロータス砦を根城にする盗賊団の首領。鷹の獣堕ちであり、腕よりも長い大きな翼を持つ。その見た目通り鳥のように空を自由に飛ぶ能力を持つが、代わりに夜目が利かない、骨が軽い分脆いなど、鳥と同じ弱点も持っている。
このため傭兵稼業をしていた頃は斥候や伝令、輸送運搬などを専門業務とする傭兵として生計を立てていた。鳥の獣堕ちは希少であり、白兵戦は不利でも上空から武器を落とすだけでも非常に脅威であるため傭兵時代にはそれなりに重宝されていたらしい。
リアと同じ孤児院の出身で、独り立ちするときに交わした将来リアを迎えに行くという約束を果たせず、聖女として魔法を乱用し知らないとはいえ多くの人々を苦しめるリアをどうにかしようと、盗賊の首領として機をうかがう。リアと再会して真実を告げ説得したいとは考えているが、リアの性格やリアによる被害者の現状も知っているため場合によってはリアの命を自らの手で奪い約束を果たせなかった自分の責任をとることも覚悟していた。
リアが純真無垢であることは理解しているが考えなしで行動し周囲に迷惑をかける性格も把握している。孤児院時代の暑い日、リアが蟻に涼しさを与えるため蟻の巣を水浸しにし、蟻が濁流で苦しんでいるのを冷水を与えられて喜んでいるのだと勘違いしていたことも覚えており、当時の発想のままで成長してしまったリアの現状を嘆いている。
アクディオスが炎上する中でリアと再会し、炎で翼を失うことも承知で炎の中からリアを救い出す。翼を失って墜落した際に衝撃からリアを庇ったことで致命傷を負ってしまうが、カルを助けるためリアが治癒魔法を無理やり発動したことで翼も元通りになり全快した。リアが悪魔ではなく神とつながって発動した治癒魔法が原因でリアが視力を失い自力で歩けない体になってしまったことには驚きを隠せなかったが、騒動の終結後は聖女として生きると決めたリアを支えるために盗賊団を去る決意を固めた。リアと和解したでリアを憎んでいた仲間から責められ半ば追い出される形で盗賊団を去る形になったらしく、自分を信じてくれていた仲間たちに上手く説明できなかったことを反省している。
一応文字も読めるため、視力を失い自分では歩けない状態にあるリアの回復を待ちつつ勉学に励むことを当面の課題としている。聖女と獣堕ちの補佐という組み合わせが世間的に珍しいことも理解しており、獣堕ちの置かれた現状の改善につながってほしいとも感じている。
ティーオ
声 - 加藤英美里
聖女を狙う盗賊団に所属する少年。愛称はテオ。リアを誘拐する作戦の一環で奪った馬車を暴走させてしまい、食堂に突っ込みケガをしたところをゼロと傭兵に救われ、以後行動を共にする。アクディオスに到着してからはリアの小間使いとして働くようになる。
両親は既に他界しており、その死の遠因となった聖女を憎み、復讐心を燃やす。父の形見であるナイフを肌身離さず持ち歩き、それを正しく使える強い大人になるようにという父の言葉を守りたいと思っており、獣堕ちとして大きな力を持つ傭兵に憧れを寄せる。またそれまで接した大人と異なり、自分を一人の人間として扱ってくれたゼロや傭兵と心を通わせ、復讐を諦めて共に旅をしたいとまで思うようになるが、その二人が濡れ衣によりアクディオスから追われ命を失ったかに見えた時、再び復讐心を燃え上がらせる。その復讐心のままにリアを襲い、その腹にナイフを突き刺すも、犠牲印の魔法により傷が自分に移り、駆け付けた傭兵の腕の中で息絶えた。
傷そのものはゼロの魔法ですぐに完治したものの、子供であるが故の出血量の多さには耐えらず魔法も万能ではないことを傭兵に改めて認識させる形となった。その後はサナレによって死体の姿で操られリアやゼロを襲撃させられるも傭兵たちの活躍で解放され丁重に葬られている。
テオの死は傭兵に大きな衝撃を与え、それまで傍観者のつもりでいた傭兵が自らの意志で魔法書を探す決意を抱くきっかけとなった。その後テオのナイフは傭兵が形見として所持している。
トーレス・ナダ・ガディオ
港町イデアベルナの領主。髭を蓄えた大男で、表向きは聖女に対して好意的に接するが、その実は聖女反対派として、カルの盗賊団に秘密裏に協力していた。リアの奇跡が話題になった当初は支持派だったが、奇跡に頼り医者を排斥しかねない危険性に気付き反対派となっている。
女癖の悪さを笑われつつも民からの評判は総じて良好であり、誉め言葉しか許されない恐怖政治とは無縁となっている。このため長年の傭兵稼業から領主を見抜くことに長けている傭兵からも個人的な感情を除いた客観的な評価は高く、人々が長所も短所も理解したうえで受け入れている優秀な領主と判断されている。
臨機応変な判断力に長けており、ゼロに演技であるという了承を経つつ傭兵をロータス砦を根城にする盗賊団の首領と偽って逮捕、大衆にほぼ姿を晒さないままその場で即刻処刑（という茶番）を宣言し海中に傭兵を投げ捨てることでロータス砦を根城にする盗賊団は社会的に葬られたという事実を浸透させカルの立場を救った。その後は傭兵へ謝罪し思いっきり殴られる形で傭兵の怒りを解消し、協力関係の維持につなげた。隠し通路の把握を含め優秀さへの評価はゼロも傭兵も変わっておらず、アクディオスでの騒動が解決した後に生じた物資不足すらも利用して名声を高めた腕前には苦笑されていた。
リアについては「パン一切れを飢えた群衆に投げ入れて人助けをした気になっている」と評し統治者の資質が皆無であることを指摘していた。リアの美しさや優しさは認めつつも、大衆から無制限かつ全面的に肯定されていることで不都合なことが見えなくなっている愚か者と酷評している。
ティト
ゼロと傭兵がイデアベルナへの道中に出会った獣医。食堂でテオの馬車にはねられた傭兵の手当てをする。聖女の出現により稼ぎが減ったため仲間とともに国外に移住しようとしていたが、テオの直談判により考えを改め、盗賊の根城のロータス砦で傷病者の治療に当たる。

### 黒竜島
アムニル
声 - 竹内恵美子
黒竜島のノーディス王国の王女。蜂蜜色の髪を三つ編みにしており、片眼鏡をかけている。国王が既に崩御しているため、近いいうちに戴冠することが決まっている。船が難破して黒竜島に漂着した傭兵を拾い、自身の下僕にしようとしたため、ゼロの怒りを買う。その後ゼロが自身の憧れていた魔法書の著者であることを知り、ゼロに心酔するようになる。戴冠式に伴い自身を囮にして竜を退治しようとするも、魔法を暴走させてしまい、ゼロに魔法を封印されてしまう。
その後神父に自身の師であるアルゲントゥムが殺害されたことを知って動揺したところをサナレに付け込まれて身体を乗っ取られてしまい、黒竜島から姿を消す。
ラウル
声 - 陣谷遥
アムニルに仕える馬の獣堕ち。上半身が人間で下半身が馬という他の獣堕ちと比べても特異な容姿を持つ。自身が生まれた時に母が死に、父に殺されそうになったところを逃げ出し森で暮らしていたところをアムニルに拾われ、以後彼女に尽くすようになる。雰囲気は人当たりの良い好青年だが、アムニルの入浴の世話をすることに何の疑問も持たなかったり、女性の裸を直視することを躊躇う傭兵を理解できなかったりと、若干常識が欠如している節がある。アムニルの体がサナレに乗っ取られ、人質のように扱われたため、言いなりとなって彼女とともに黒竜島から姿を消す。
ゴーダ
声 - 若林佑
ノーディス王国魔法兵団長。元はかつて黒竜島に存在したアルタリア王国の王子だったが、父王がノーディス王国との戦争終結のために竜の住む土地を得ようとした結果、逆に父王もろともその竜に国を滅ぼされたため、王子として無条件降伏する。その後魔法が使えないにもかかわらず魔法兵団長として任命された。アムニルからは能力があると評されているものの、自身の出自や下した降伏の選択、処刑されることもなく、かつ魔法も使えないのに魔法兵団長となっている現状に葛藤を覚えている。
アムニルによる竜退治が失敗した後、再度の攻撃の際はアムニルに代わって竜に立ち向かい、ゼロや傭兵、神父の協力のもとに竜を下すことに成功する。その後自身が下した竜に認められ、小型化した竜に懐かれて付きまとわれるようになる。またアムニルがサナレに乗っ取られ姿を消したため、破竜王の異名でアムニルに代わって黒竜島の王となった。

### テルゼム
リーリ
ネズミの獣堕ちの少女。赤い目、白い体毛に大きな耳とひょろりとした細い尻尾が特徴。17歳。
便利屋のクレドと、雇われ料理人だったリザと一緒にルートラの町外れの古い家で仲睦まじく過ごしていた。リーリはリザの姉の子ではあるものの、娘として大切に育てられていた。
獣堕ちである自分のせいでクレドやリザの仕事がまともに評価されないことを悩んでいた。だが、両親がリーリの誕生日プレゼントとして準備してあった首飾りを見て、両親を心から信じることを決め、ずっと秘密にしていた自分のせいで村が壊滅した話を伝える決意をした。
ゼロたちと出逢ったことで、両親にいつまでも守ってもらう子供ではなく、立派な大人だと思ってもらうため、クレドやリザの元から一時巣立つことになる。
直接的な戦闘ができないため戦いにおいては後方支援に回ることがほとんどであったが、心を通わせたネズミたちの協力さえあれば攻撃から索敵まで自由にこなせるようになるため旅においては幅広く活躍することになる。盲目の神父が傭兵から両親への手紙を預かった際は共に村へ向かうも、傭兵の両親は廃村となった村で傭兵を待ち続け病死していたため丁重に葬儀を行った。
ノックス大聖堂に到着した際にはオルルクスの陰謀でゼロと傭兵が去ったことを心配していたが、ゼロと別行動になった上に人間になったことで無力を痛感し自虐的になっている傭兵に今までと同じ態度で接し、傭兵からもその心の強さと優しさを評価された。立ち直った傭兵が重症の身であるにも関わらずゼロを助けに行こうとした際はさすがに怒っていたが、盲目の神父と共に二人を信じて待つことを決意し二人の勝利を見届けることになる。。
戦いが終わった後はクレドやリザと再会。後に再建が進む傭兵の村へと移住。再び皆と生活を共にしている。

### 教会
盲目の神父（もうもくのしんぷ）
声 - 西山宏太朗
翡翠色の髪の青年。普段は両目に革製の眼帯を着けている。“女神の浄火〈デア・イグニス〉”裁定官の一人。“隠匿”の罪業が呼び名として与えられている。本来は類稀な嘘が上手い人物であった。武器は鎌に変形する杖であり、右手の5つの指輪と細い糸で繋がっている。
魔女など異端認定されたものを断罪するための高い戦闘力を持ち、傭兵と互角に渡り合うほどの実力者であるものの、戦闘向きではなく本来は諜報活動がもっぱらの専門。
リアが本当に聖女かどうか判断するために教会から送り込まれ、異端審問のためにリアに付き従うが、人畜無害であるリアが処刑されることを避けたいとも思っており、そのために尽力していた。
かつて自分がかかわった聖女認定に教会をはじめとする権力者たちが群がったことで無実の人間が魔女として断罪され、その責任全てを押し付けられた経験からリアが同じように陰謀に巻き込まれることを危惧している。リアが傀儡で黒幕が存在することも想定していたが、傭兵と戦う自分を巻き込んで砲撃するほどアクディオスの腐敗が進んでいたことは予想外だったため、致命傷を負った自分を助けたゼロや傭兵と共にアクディオスにおける陰謀と戦うこととなった。
聖職者らしく一般人に対する物腰は穏やかだが、教会では悪とされている獣堕ちには強い偏見を持っており、傭兵と事あるごとに衝突する。ただし信仰が関わらないところでは傭兵と価値観が共通している部分ある。ゼロの正体を薄々察しながら追及せずにいたり、黒竜島の住民が魔法を使おうとした際も自身の前でそうするなら断罪せざるを得なくなると忠告するなど、教会の規則をただ守るということに葛藤を覚えている。
黒竜島での騒動の際に偶然にもゼロ達と再会する。騒動の後は、魔女であるゼロを監視するという名目でゼロと傭兵の旅に同行する。
後に旅にリーリが加わったことで傭兵との間が埋まっていき信頼関係が生まれていく。
傭兵から両親への手紙を預かった際はリーリと共に村へ向かうも、傭兵の両親は廃村となった村で傭兵を待ち続け病死していたため丁重に葬儀を行った。両親の病死を伝えた際は涙を流す傭兵の気持ちを気遣い、気持ちが落ち着くまで彼の傍にいた。
彼が“女神の浄火〈デア・イグニス〉”となったのは冤罪に陥れられたためであった。生まれつき日中や明かりが灯された場所では目を開けていられなかった彼は実の親によって森に捨てられてしまい、詐欺で生計をたてていた狐の獣堕ちに拾われることとなる。実の母親のように接してくれた狐の獣堕ちを彼は愛していたが、彼が成長するにつれ狐の獣堕ちは一人の男として愛し執着するようになってしまう。ある時、詐欺に嵌めようとした豪商の娘が大変美しかったことで狐の獣堕ちは彼がその娘に惚れてしまうのではないかと疑いをもつ。この疑いが激しい嫉妬へと変わり狐の獣堕ちは娘のいた村を放火、繋がりのある有力者たちに根回しをして全ての罪を彼に押し付け逃亡する。目が見えず再び保護者を失った彼は最初から死が決まっている裁判にかけられてしまい酷く絶望するが、真実を知る一人の司祭が彼を“女神の浄火〈デア・イグニス〉”に任命することで助命を行い彼の保護者となる。これ以来、盲目の神父はその司祭を親として接しており彼の仕事に対する熱意の原点となっていた。教会によれば彼は嘘は上手いが詐欺自体には特に関わっておらず、関わりが疑われた詐欺についても罪に問うようなものはなかったらしい。狐の獣堕ちとは彼女への追討命令が出たことで再会しており、和解を求めても拒絶され彼自身の手で葬ることになってしまった。
ノックス大聖堂に到着した際には近衛騎士隊長のオルルクスによってゼロや傭兵が陰謀に陥れられたことに激怒、盲目の神父にも嘲弄を隠さないオルルクスの態度が彼の逆鱗に触れてしまいオルルクスの両膝を破壊するという物理的手段で近衛騎士達の陰謀を打破する。人間に戻りゼロと別行動となったことで自虐的になった傭兵と本心で向かい合い、立ち直ってゼロを助けに行こうとした傭兵をとめるため本気で喧嘩をし自身が友情を抱いていたことを自覚する。失脚したオルルクスが起死回生のため神意裁判という方法で再び傭兵を陥れようとすることを察知しつつ、ゼロと傭兵が全ての因縁に決着をつけることで陰謀も打破するであろうことを信じて待ち続けた。
戦いが終わった後は“女神の浄火〈デア・イグニス〉”という役職自体がなくなったことで解放される。“女神の浄火〈デア・イグニス〉”の中では彼だけが一般人に対しても誠実に向き合い、常に公平な裁定に努めていたことが評価され“女神の浄火〈デア・イグニス〉”の中では珍しく正式な神父として任命された。これに伴い再建が進む傭兵の村へと移住。再び皆と生活を共にしている。
背徳
中性的な見た目をした女性。髪型や口調、服装までも男性のものにしている。背徳の罪業の名を与えられた“女神の浄火〈デア・イグニス〉”の一人。先端を射出できる大円匙を武器としている。
美しき女性を墓に生き埋めにすることが趣味の“墓堀り人”なる異名をもつ。切り札は教会が密かに手に入れてた連射式小口径砲台『啄木鳥』、いわゆるガトリング砲であり傭兵や盲目の神父を大いに苦しめた。
裁定官となる前の本名はクレセンシア。
元々は有力者の娘であったが仕事として他人を害することができる“女神の浄火〈デア・イグニス〉”に興味をもち、自ら進んで死刑囚となり“女神の浄火〈デア・イグニス〉”に任命された。自他共に認める異常快楽者であり、気まぐれで無関係の一般人に対しても残虐な行為を平然と行うため恐れられている。教会騎士団のお膝元であるルートラ大聖堂を訪れた際も無実の村人たちを村人たち自身の手で生き埋めにさせ、味方である教会騎士たちでさえ彼女の残忍さに恐怖し盲目の神父に助けを求めるほど反感を買っていた。盲目の神父にも異常な好意を抱いていたが、彼の手によって斃された。
ユードライト
黒い髪と髭を蓄えた男性。年齢は30半ば。体格は獣の傭兵とほとんど変わらないほどに大柄な人物。教会騎士の団長。
悪魔による襲撃の際に、民を守るためならばと、利害の一致から魔女を拒まずに魔女と共同戦線を張ることを実行できる人物であり、それにより民や彼の率いる騎士団の死傷者数が少なかった。
教会を絶対視しているため教会に興味のない人々が存在することを考えたことがない人物。信仰心をもたない人間が数多く存在すると教えられた際は驚愕するものの、そういった現実をきちんと受け止めるなど思考自体は比較的まともであり指導者としては優秀。
ジェマ
褐色の肌の短髪の女性。遠征部隊の隊長。
ユードライト以上に教会を絶対視している。信仰心をもたない人間を理解できず、教会を守るために戦おうとしない人々の存在を知った際は激怒するなど視野が非常に狭い。信仰心をもたない相手であれば他国の要人であっても殴り掛かるなどの問題行動も多く、ユードライトの悩みの種となっている。その精悍な雰囲気から、当初は傭兵に男と思われていた。
傭兵を冤罪に陥れた教会騎士の娘であるが、自分の父親が残酷で非道な人間であったことを理解せず心優しい理想の父親だと信じていた。このためほとんどの教会騎士がジェマの父親の本性を知っている騎士団の中では唾棄すべき男の娘として嫌われており、ジェマの父親のことを知らない若い教会騎士以外は彼女の指揮下にはいっても面従腹背の状態になってしまっている。
バルセル
ジェマの従者。傭兵が冤罪に陥れられたことを知っている人物の一人。ジェマの父親である教会騎士に妊娠中の妻を凌辱され妻と子を同時に失う。自身の手で復讐を狙っていたが傭兵が冤罪に陥れられるのを我慢できず傭兵と連絡をとり、傭兵の反撃と逃走に力を貸していた。
レイラント・タンガー
副隊長である老兵。数々の戦いを生き抜いた歴戦の猛者であり現場仕事も長い。このためジェマの父親が残酷で非道な人間であることを知っており、真実を知ろうとしないジェマとは険悪な関係であった。教会を絶対視しているためゼロの力を借りるのを拒んでいたが、ゼロの力で部下が救われたことで和解。父親が残酷で非道な人間であったことを理解したジェマとも和解し協力して遠征を成し遂げた。
ジェマの父親
故人。ジェマの実の父親である教会騎士。残酷で非道な人間であったが教会の権力者たちとの繋がりが深いため誰も罰することができなかった。
本性を知っていたレイラントからは信仰心を利用して悪事を働くのが上手い男だったと軽蔑されており、当時を知る教会騎士達からも侮蔑の対象として非難されている。教会騎士という立場を利用して私腹を肥やすだけでなく、無関係の一般人にも甚大な被害をもたらしていた。発覚している悪事だけでも、「妊娠中の人妻を凌辱して胎児と共に命を奪う」「気まぐれで無関係の子供たちの手や目を奪う」など残酷なふるまいを日常的に行っていたらしく、バルセルの妻も命を奪われている。悪事が発覚しそうになる度に信仰心を利用して罪を逃れており、教会の権力者たちの前では無実の悪事に陥れられそうになっている敬虔な教徒を演じていた。
傭兵の指揮官になった際には「亡くなった父親の遺体の前で泣いている娘を凌辱せよ」という残忍な命令を出したが、「胸糞の悪い命令はきかない」と傭兵にはっきりと拒絶され面子を失う。これにより傭兵を逆恨みし、自身の行ってきた非道な行いが発覚することを恐れ傭兵の命を狙う。多くの獣堕ちを雇い襲撃を試みるが、バルセルが傭兵と連絡をとっていたことで返り討ちに逢い命を落とした。
彼の死後、それまで彼が行ってきた非道な行為が教会上層部でも明らかにされるが、教会の面子を保つため名誉の戦死として真実は伏せられた。傭兵は指揮官と仲違いして命を奪った反逆者という冤罪を着せられ追討軍を出されてしまうが、その追討軍をたった一人で追い返した圧倒的な強さにより“黒の死獣”という名を轟かせることとなった。（これにより黒い獣堕ちと間違われた傭兵は南部への職場を移すが、白い獣堕ちであるため正体は誰も知らなかった。）
ジェマの前では心優しい父親を演じていたため、ジェマは理想の教会騎士であると信じており自分もそのまま教会騎士になるほど敬愛していた。現在ではほとんどの教会騎士はジェマの父親の本性を知っており、ジェマの父親を知らない若い教会騎士との間でジェマに対する評価が大きく異なる原因となっている。ジェマは素晴らしい教会騎士であった父親に対する嫉妬や妬みだと思っていたため、禁書館に到着するまでジェマも父親の本性を知らずに過ごしていた。
オルルクス
ノックス大聖堂にいる近衛騎士隊長。ノックス大聖堂主教の養子。
容姿端麗な若者で騎士としての腕は一流、更に頭の回転は非常に早く職務に誠実であるため街の住人からは非常に人気が高い。ただし彼が慈悲深く接するのは自分が存在しても良いと許した存在だけであり、それ以外の人々に対しては残忍な本性を明らかにし悪辣な陰謀で消してしまっている。近衛騎士達の間では彼の本性は知られており、一部の狂信的なオルルクスの取り巻き以外は彼を内心恐れている。その一部の取り巻きでさえもオルルクスは任務に失敗した部下を絶対に許さず恐ろしい私刑を与える危険人物であると判断しており、オルルクスを尊敬していても任務に失敗することについては恐怖を抱いている。どれほど残酷なことをしても全ては自分を拾ってくれた主教への恩返しだと感じており、他人を陥れることには罪悪感を抱いていない。
同じ協会に属するはずのジェマに対しても辺境任務の小者と馬鹿にし慇懃無礼な態度で接し遠征部隊からは反感を買っていたが、オルルクスが存在すら許さないゼロや傭兵に対しては陰謀を駆使して追い出そうとした。結果的に二人を追い出せたことで満足していたが、より確実に二人を消すため更なる陰謀を繰り出そうとしたことが盲目の神父の逆鱗に触れ両膝を破壊される。この一件により彼がこれまで行ってきた陰謀の数々がノックス大聖堂に所属する人々の前で明らかにされてしまう。全てを見抜いていた主教もいつかはそういった悪辣なことをしてきたことを後悔し改心してくれることを願っていたことを告げられ、その思いを裏切ったことで見切られてしまう。両膝を破壊されたことで近衛騎士隊長として職務を続けることは事実上不可能となってしまい、真実を知らない街の住人達に惜しまれつつ引退同然の身となってしまう。
主教に見放されたことで呆然自失状態にあったが、人間に戻った傭兵がゼロの力になるため出立したことを受け再び陰謀を計画。自身に従う狂信的な取り巻きを集め神意裁判の根回しに成功する。これによりどんな形であれゼロも傭兵も神意裁判で裁かれることとなるため満足していたが、ゼロと傭兵が誰もが予想しない形で全ての因縁に決着をつけたことでほとんどの全ての者に英雄扱いされながら二人が帰還、更に主教自らが彼らを称えたことで神意裁判そのものが意味がないものとなりオルルクスの陰謀は全て潰えた。
全ての権力も手駒も失った後も何とか起死回生の陰謀を考え出そうとしていたが、彼が任務に失敗した部下を許さないことを知る狂信的な取り巻きにさえ見捨てられ、彼ら自身の手で誰も気づかない場所でオルルクスを消すため連れていかれてしまう。これまで多くの人々を私刑で消してきた自分が同じ運命を辿ることを悟った際は偶然通りかかったバルセルに助けを求めるが、ジェマを馬鹿にし隙あらばジェマも陰謀に陥れようとしていたことを知られていたためバルセルにも見捨てられ、逆に狂信的な取り巻きと共にオルルクスを確実に消す計画に協力されてしまう。その後は消息不明となっており、彼がどのような私刑で最期を迎えたのかも不明となっている。

### 不完全なる数字〈セストゥム〉
サナレ
声 - 赤﨑千夏
リアの侍女。元はゼロの魔術師団で書写として働き、ゼロの書の写本を作成していた。そのためゼロの書の内容に精通しており、リアに犠牲印の魔法を教え、アクディオスでの事件の黒幕となる。
孤児院の出身で、そこで「無能」「役立たず」と蔑まれた経験から誰かの役に立つような人間になりたいと考えるようになり、さらに役に立たない人間は犠牲にしても構わないという過激な思想を持つに至る。“あの方”という人物に心酔しており、ゼロが危険として封印しながらもその人物がゼロの書の理論から新たに生み出したという死霊の章の魔法を習得する。アクディオスでゼロ達と対峙した後、「不完全なる数字〈セストゥム〉の崇高なる意思の元に」という言葉を残して姿を消した。
孤児院に入る前は親と貧しい生活をしていたらしく、親が病気で倒れた際に貧しいという理由で医者に相手にされず必死に治療を頼んだサナレ自身も厄介な子供として追い払われた末に両親を失ってしまう。この経験から医者という存在をひどく憎んでおり、自分が育った孤児院で自身の傀儡にできるリアを見つけ引き取った。アクディオスにおけるリアを通じた数々の施策によって多くの医者たちの生計を破綻させ、自身の復讐成功を心から喜んでいた。
その後、黒竜島にて人形の姿を借りアムニルの前に現れる。アルゲントゥムを亡くし動揺するアムニルの心につけ込み、その体を奪ってラウルと共に再び姿を消す。
ウェニアス王国では十三番へのわだかまりを捨てられないアルバスの強情さを利用しソーレナの魂であると偽って接触、アルバスへ十三番への不信感を抱かせ両者の関係を決裂させることに成功する。ゼロや傭兵の前にも度々現れては挑発し去っていくが、実はゼロの中では早い段階でサナレを捕まえる方法を見つけていたため実際には泳がされていたに過ぎなかった。更に十三番もある程度のサナレの暗躍を見抜いた上で泳がされていたため、実際には十三番が確実にサナレを捕えるタイミングを見計らっていたことに気付き激怒する。その段階で泥沼の魔女が十三番と対峙したことで、実は自分は泥沼の魔女にさえ見捨てられており、ゼロや十三番に泳がされることを前提に使われていただけに過ぎないと理解する。
泥沼の魔女から見捨てられたことで逃走を考えるが、完全に屈服させたと思っていたアムニルとラウルは確実にサナレを追い払うタイミングを探るため雌伏していただけであり、ゼロたちと共同作戦でアムニルの体をアムニル自身に取り戻されてしまう。アムニルの体に戻れなくなったことでゼロが作った泥人形に強制的に封印され、動くだけで体が崩れ消滅してしまう状態になってしまう。更に誰も開けないであろう物置に泥人形のままで放置され物理的な脱出も不可能となる。魔力を使って魂を脱出させるという精神的な脱出を図るも、すでにそれを見越していたゼロによって脱出も封じられる。精神的に脱出するための条件としてサナレに用意された見張り番はこれまでサナレが陰謀で命を奪ってきたティーオをはじめとする犠牲者達の魂であり、彼ら全員の許しを得ないと永遠に脱出することができないと教えられ愕然とする。ティーオの魂にも許しを乞うが相手にされず、自身のやってきたことを初めて嘆く。
ゼロによればサナレの封印は百年から二百年単位のものであり、それまでに許しを得ねば泥人形自体が消滅してしまうらしい。更にその時間にサナレの魂が摩耗しないという保証はないため実質的に最期まで閉じ込められるに等しい刑となっている。サナレが生き残るにはティーオ達の魂に許してもらえるよう反省し謝罪し続けるしかないため、ゼロとしてはサナレが心から反省し謝罪することを願っている。
アルゲントゥム
あらゆるものを観測し記録する星瞰の系統に属する魔術師。アルゲントゥムとはラテン語で銀の意。ゼロもその名を知る程の高名な魔術師であるものの、肉体の維持に割ける魔力が少ないために寿命を迎えつつある。先の短い自身の命への焦りから“不完全なる数字”に入り、黒竜島という二国で争い合う閉鎖された環境に魔法を広めることによって、今後世界に魔法が広がると何が生じるかの実験を行っていた。彼によれば魔法を知った黒竜島における七年間の出来事は全世界が魔法を知った際の百年間の姿に当たるらしく、もはや自身やゼロの思惑とは関係なく世界は動乱の時代にはいると確信している。
アムニルの魔法の師匠でもあり、死が目前に迫ることを悟る中ゼロにアムニルを助けるよう頼むなど、師匠としての情も持ちあわせていた。その後、自身の観測から導いた予言通り、断罪のために訪れた神父に命を奪われた。
あの方
アルバスの台詞中にて初出。当初はゼロの魔術師団にて十三番を指して用いられていたが、ウェニアス王国から十三番が去ってからも、“不完全なる数字”の指導者としてサナレの台詞に登場。“不完全なる数字”には夢のような形で現れ、指示を出すだけで消えていくため具体的に誰が“不完全なる数字”であるのかは指導者以外では互いに把握できない状態となっている。その後、“不完全なる数字”における「あの方」は十三番ではなく、既に死んだと思われていたゼロと十三番の「お師匠さま」たる泥闇の魔女であることが判明する。

### ゼロの魔術師団
魔術師団A
声 ‐ 佐倉薫
魔術師団B

### 悪魔
名もなき悪魔の王（なもなきあくまのおう）
ある時ゼロの前に現れ、本来は必要な贄を求めることもなく契約を行った悪魔の王。なぜそうまでしてゼロと契約したかはゼロ本人にも明かしておらず、謎に包まれている。固有の能力は何も持たないが、その代わりに自分の支配下にあるすべての悪魔の能力を使うことが出来るとされる。ウェニアス王国で傭兵の体に宿った際には、ゼロのことを「我ガ、愛シキ…」と呼んだ。
欲望と渇望の辻より睥睨せし絶望の王（よくぼうとかつぼうのつじよりへいげいせしぜつぼうのおう）
死を司る上位悪魔。死者蘇生の魔法を求めてゼロが働きかけるも、亡者と死者が食らいあう魔法しかできず、それを禁章として封印する。その後サナレが再び働きかけ、それによってゼロの手の及ばない死霊の章の魔法を手に入れた。
万里を掌握せし千眼の哨（ばんりをしょうあくせしせんがんのしょう）
遠く離れた場所の出来事も見通すことが出来る“世界を見渡す目”を持つ悪魔。ニエドラ砦の禁書館で虫の獣堕ちの肉体に宿り、館長としてそこに集まった人々を支配していた。本を読んで知識を集めることに執着しており、地獄に戻ることを恐れている。
悍ましき夢の唄い手（おぞましきゆめのうたいて）
人間に悪夢を見させて狂気に侵す能力を持つ悪魔。その力は死霊の章の魔法であり、サナレが傭兵たちに同士討ちをさせようとした際に行使したことがある。その後山羊の獣堕ちに宿った際に教会騎士団の行軍の妨害をするが、その後捕縛されゼロたちの手に落ちた。

### その他
十三番（じゅうさんばん）
声 - 子安武人
ゼロと同じ穴ぐらで魔術を学んでいた魔術師。ゼロの書を追うと言いゼロを後にして旅に出た後行方が分からなくなるが、ウェニアス王国で魔女に敵対する王国側の魔術師としてゼロの前に現れる。しかし、その実ゼロの書を持ち出したのは十三番本人であり、王国に反乱を起こしたゼロの魔術師団を束ねる“あの方”の正体でもあることが判明する。ウェニアスに魔法を広めることによって、国と魔女との対立が深まるようにした上で、自身が正義の魔術師として“悪の”魔女たちを滅ぼし、最終的に対立を終結させ平和をもたらそうと目論んでいた。ゼロいわく「事実が上手い」男で、嘘をつかずに疑心を煽り、自らの都合の良い方向に人を操る術に長ける。
ゼロの実の兄であり、唯一の家族。本来はゼロと同じく人間離れした美貌を持つが、悪魔との契約の対価としてその美しさを差し出したため、陰鬱な雰囲気の外見になっていた。その行動原理は基本的にゼロが望むかどうかであり、傭兵に「超過保護」「規模のでか過ぎる家族愛」と評されるほど妹に執着している。ウェニアスでの策略もゼロに平和な外の世界を与えるために巡らしたものあり、それをゼロ本人が望んでいないことを理解してからは、ゼロたちの行動に協力する。ウェニアスでの事件が落ち着いた後は、王国を離れ元の穴ぐらに戻る。

## 用語
魔術
魔法陣と呪文、生贄によって悪魔を召喚し、契約をすることによって奇跡的な現象を生じさせる学問。大きな力を持つ悪魔を召喚する際にはそれだけ命の危険が増し、また場合によっては儀式に時間や手間も必要とする上、儀式中は無防備になるため、簡単に行えるような汎用性の高いものではない。大きな力を持つ魔女たちが過去の戦争において敗れたのも、この魔術の扱いにくさのためとされている。なお、魔術における悪魔という語は単に人ならざるものを総称しているため、一般に妖精や神と呼ばれる存在も、魔術としては悪魔の一種とされる。
魔術師は研究分野や行動指針の違いから、泥闇、詠月、星瞰等、幾つかの系統に分かれている。また魔術は教会では異端とされているため、教会の影響下にある地域においては魔女や魔術師たちは迫害にさらされ、身を潜めて生活している。なお悪魔は美しいものを好むことから、優秀な魔術師には整った容貌の人間が多いとされる。
魔法
“悪魔の契約法則”の略語。魔術を行使する際に、悪魔を呼び出すことなく力を借りることが出来ると気付いたゼロが、新たに編み出した技術。魔術と比べて、悪魔を呼び出すための煩雑な手順や、呼び出した悪魔から襲われるリスクとそのために必要となる身を守る結界などが無くなるため、才能さえあれば5年ほどで誰でも扱えるようになる。熟達すれば呪文の詠唱を省略することも可能。また魔術の場合は、悪魔は強制的に呼び出される上に、術者が諦めるか契約を結びそれを果たす、または術者を殺すことでしか地獄に戻る手段が無かったところを、術の度に無理矢理呼び出されずに済むようになるため、悪魔の側にとっても有益な技術となっている。
ゼロの書
ゼロが魔法の基礎理論と複数の悪魔の名前、能力、呪文、必要な対価を書き記した魔法の書。狩猟、捕縛、収穫、守護の4つの章から構成されている。10年前にゼロの住処である穴ぐらから持ち出され、その内容が世界に広まりつつある。ゼロ本人は世の中の役に立つことを願ってこの本を執筆したが、知識が広まるに連れて悪用する輩も現われており、その問題を解決することがゼロの旅の目的となっている。
使い方によっては危険な内容となるため、魔法の威力を軽減するようわざと呪文に誤記があったり、ゼロ本人が却下すれば記述されている魔法が行使できなくなるなど、幾つかの安全策が施されている。なお上記の4つの章の他に、死をつかさどる悪魔に働きかける魔法を扱う死霊の章が存在するが、ゼロはこれを禁章として封じ、魔法書には記していない。
獣堕ち
獣の特徴を備えた半人半獣の人間たちの総称。その姿は狼や鷹など様々。教会では汚れた存在と見られており、また前世の罪の結果から悪魔が宿り、獣の姿をした人間として生まれると信じられているため、世間から忌み嫌われている。また婚姻の際に獣堕ちの姿を目にすると、生まれてくる子供も獣堕ちになるという迷信がある。さらに殆どの獣堕ちが傭兵や盗賊といった荒事を生業としているため、それも毛嫌いされる一因となっている。
しかしその実態は前世の罪とは関係なく、過去に魔女が人間に獣の力を降ろす獣降ろしという魔術を行なったことによるもの。獣の力を宿した人間が死んだ時点で魔術を行使した魔女も死んでいた場合、宿っていた獣の魂が行き場を失い、魔女に最も近い存在に戻ってしまうという呪術返りが起こる。その結果、獣の魂が魔女の子孫の女性の腹に宿り、獣堕ちとして生まれてくるとされる。多くの魔女ははぐれ者かつ極めて長命であり、大抵血縁者に存在が忘れられた頃にこうしたことが生じるため、この事実は一般には知られていない。
また獣堕ちの首や血は魔術的な価値が高いとされるため、獣降ろしを行使するほどの力が無い魔女や、暇潰しに魔術に手を出した人間などから付け狙われている。

## 地名
クレイオン共和国
ゼロと傭兵が旅する大陸の海路の中心にある共和国。いくつもの王国が一つに合体し共和国となった経緯をもつ。
聖都アクディオス
恐ろしく広大な塩の湖に浮かぶ小島のてっぺんにある町。
ロータス砦
かつての王国時代に築かれた砦。アクディオスとイデアベルナを繋ぐ補給路が存在する。
イデアベルナ
世界三大港の一つ。 アクディオスで死んだはずの王が生還したという伝説から「生還の港」と呼ばれている。

## 制作背景
元々人外キャラが好きだった虎走は、これまで世に出た作品の中で人外キャラは脇役に徹していることが多かったと感じており、人外キャラを主人公に据えた作品を作りたいとの思いから生まれたのが本作であった。虎走によると、改稿を進めていく過程で主人公が人間化するかもしれないという危機もあったが、なんとか獣人のままで進めることができたと話している。

## 既刊一覧

### 小説
2014年2月から、2018年8月まで、電撃文庫（KADOKAWA、アスキー・メディアワークス）より全11巻が刊行された。
小説家になろうにて、「魔女と野獣の極めて普通な村づくり」というタイトルで本編の後日談にあたる短編が公開されている。
|    | タイトル                                             | 初版発行日（発売日）   | ISBN              |
| -- | ---------------------------------------------------- | ---------------------- | ----------------- |
| 1  | ゼロから始める魔法の書                               | 2014年2月8日（同日）   | 978-4-04-866312-0 |
| 2  | ゼロから始める魔法の書II ―アクディオスの聖女〈上〉―  | 2014年11月8日（同日）  | 978-4-04-866649-7 |
| 3  | ゼロから始める魔法の書III ―アクディオスの聖女〈下〉― | 2015年2月10日（同日）  | 978-4-04-869256-4 |
| 4  | ゼロから始める魔法の書IV ―黒竜島の魔姫―              | 2015年8月8日（同日）   | 978-4-04-865306-0 |
| 5  | ゼロから始める魔法の書V ―楽園の墓守―                 | 2015年12月10日（同日） | 978-4-04-865565-1 |
| 6  | ゼロから始める魔法の書VI ―詠月の魔女〈上〉―          | 2016年4月9日（同日）   | 978-4-04-865913-0 |
| 7  | ゼロから始める魔法の書VII ―詠月の魔女〈下〉―         | 2016年8月10日（同日）  | 978-4-04-892276-0 |
| 8  | ゼロから始める魔法の書VIII ―禁書館の司書―            | 2016年12月10日（同日） | 978-4-04-892539-6 |
| 9  | ゼロから始める魔法の書IX ―ゼロの傭兵〈上〉―          | 2017年4月8日（同日）   | 978-4-04-892824-3 |
| 10 | ゼロから始める魔法の書X ―ゼロの傭兵〈下〉―           | 2017年8月10日（同日）  | 978-4-04-893274-5 |
| 11 | ゼロから始める魔法の書XI ―獣と魔女の村づくり―        | （2017年12月9日）      | 978-4-04-893521-0 |

### 漫画

#### ゼロから始める魔法の書
いわさきたかしによる作画で、『電撃マオウ』にて2015年2月号から2017年8月号まで連載された。単行本は電撃コミックスNEXT（KADOKAWA、アスキー・メディアワークス）から刊行されている。
|   | タイトル                                      | 初版発行日（発売日）   | ISBN              |
| - | --------------------------------------------- | ---------------------- | ----------------- |
| 1 | ゼロから始める魔法の書I                       | （2015年5月9日）       | 978-4-04-865235-3 |
| 2 | ゼロから始める魔法の書II                      | 2015年10月10日（同日） | 978-4-04-865433-3 |
| 3 | ゼロから始める魔法の書III                     | 2016年3月10日（同日）  | 978-4-04-865849-2 |
| 4 | ゼロから始める魔法の書IV                      | （2016年8月10日）      | 978-4-04-892271-5 |
| 5 | ゼロから始める魔法の書V                       | 2017年1月10日（同日）  | 978-4-04-892618-8 |
| 6 | ゼロから始める魔法の書VI 獣と魔女の結婚ごっこ | （2017年6月27日）      | 978-4-04-892975-2 |

#### ゼロから始める魔法の書 なの!
安岳による作画で、『電撃マオウ』にて2015年12月号から2017年5月号まで連載された。単行本は電撃コミックスEX（KADOKAWA、アスキー・メディアワークス）から刊行されている。
|   | タイトル                         | 発売日        | ISBN              |
| - | -------------------------------- | ------------- | ----------------- |
| 1 | ゼロから始める魔法の書 なの！ I  | 2016年10月8日 | 978-4-04-865941-3 |
| 2 | ゼロから始める魔法の書 なの！ II | 2017年3月27日 | 978-4-04-892786-4 |

## ゲーム
電撃文庫 FIGHTING CLIMAX IGNITION
2015年12月17日発売。電撃文庫とセガの共同プロジェクトとして製作された2D対戦格闘ゲーム。
家庭版からの追加キャラクターとして、サポートキャラクターのゼロが登場。
ゲーム『ゼロから始める魔法の書』
スマートフォン向けソーシャルゲーム。ジャンルは魔法コマンドバトルRPG。2017年5月23日サービス開始。2018年2月20日 15:00にサービス終了。

## テレビアニメ
| 原作                            | 虎走かける                                                       |
| キャラクター原案                | しずまよしのり                                                   |
| 監督                            | 平川哲生                                                         |
| 脚本                            | 平川哲生、髙橋龍也、梅原英司、鈴藤晃                             |
| キャラクターデザイン 総作画監督 | 木宮亮介、又賀大介                                               |
| イメージボード                  | 品川宏樹                                                         |
| プロップデザイン                | 岩畑剛一、鈴木典孝                                               |
| 美術監督                        | 高峯義人                                                         |
| 美術設定                        | 青木薫                                                           |
| 色彩設計                        | 佐藤美由紀                                                       |
| 3Dディレクター                  | 宍戸光太郎                                                       |
| 撮影監督                        | 設楽希                                                           |
| 編集                            | 須藤瞳                                                           |
| 音響監督                        | 原口昇                                                           |
| 音楽                            | 松田彬人                                                         |
| 音楽制作                        | ランティス                                                       |
| 音楽プロデューサー              | 吉江輝成、佐藤純之介                                             |
| プロデューサー                  | 川村仁、吉岡雄介、百武弘二 山崎史紀、清水美佳、金子広孝 岡村武真 |
| アニメーションプロデューサー    | 吉川綱樹                                                         |
| プロデュース                    | インフィニット                                                   |
| アニメーション制作              | WHITE FOX                                                        |
| 製作                            | ゼロの魔術師団                                                   |

2017年4月から同年6月まで、AT-Xほかにて全12話が放送された。ナレーションは石塚運昇が務める。原作の第1巻がアニメ化されている。

### 沿革
2016年10月6日に行われた「電撃文庫 秋の祭典2016」において、アニメ化発表イベントが行われた。イベント内ではPV第1弾が上映されたほか、主要キャストとしてゼロを花守ゆみりが、獣の傭兵を小山剛志が、アルバスを大地葉がそれぞれ演じることが発表され、キャストによるトークショーなども行われた。2017年1月27日には、放送局や放送月、そして追加キャストとして十三番を子安武人が、ホルデムを加藤将之が演じること、さらに新たなキービジュアルも発表された。
2017年3月12日には、「電撃文庫 春の祭典2017」においてステージイベントが行われ、PV第2弾の上映や、発表済みの主要キャスト5名によるトークショー、たぴみるによるオープニング主題歌のライブ歌唱などが行われた。また、それと同時に放送日や放送時間、メインビジュアル、設定画のほか、主題歌情報の詳細やインターネットラジオの配信も発表された。さらに、同年3月26日のAnimeJapan 2017での主要キャスト3名によるステージイベント開催も発表された。同年4月2日には、ニコニコ動画において主要キャスト3名によるニコニコ生放送番組『ゼロから始める魔法の書 ゼロナマ！』が配信された。また、同年4月7日から4月10日にかけ、放送開始に先駆けて全国のアニメイトにて本編の第1話と第2話の無料先行上映会が実施された。

### 主題歌
オープニングテーマ「発見者はワタシ」（第2話 - 第12話）
作詞 - 鳳シシィ / 作曲・編曲 - 石倉誉之 / 歌 - たぴみる
エンディングテーマ「はじまりのしるし」
作詞・作曲・歌 - Chima / 編曲 - 山口彰久

### 各話リスト
| 話数   | サブタイトル           | 脚本              | 絵コンテ          | 演出              | 作画監督 |
| ------ | ---------------------- | ----------------- | ----------------- | ----------------- | --- |
| 第1話  | 魔女と獣堕ち           | 平川哲生          | 平川哲生          | 平川哲生          | 木宮亮介、又賀大介                                                                                              |
| 第2話  | 魔女狩り               | 平川哲生          | 平川哲生          | 土屋浩幸          | 永吉隆志、渡邉八恵子、平村直紀 木宮亮介、又賀大介                                                               |
| 第3話  | 決闘                   | 髙橋龍也          | 川村賢一          | 美甘義人          | 中田正彦、戸田麻衣 齋藤雅和、相澤秀亮                                                                           |
| 第4話  | ラテットへの道中       | 梅原英司          | おざわかずひろ    | 大河原崇          | 稲吉智重、稲吉朝子 平村直紀、川上俊弘                                                                           |
| 第5話  | ゼロの魔術師団         | 平川哲生          | 迫井政行          | 武市直子          | 中村和久、中山みゆき、二宮奈那子                                                                                |
| 第6話  | 十三番                 | 髙橋龍也          | 尾崎隆晴 川村賢一 | 土屋浩幸          | 永吉隆志、渡邉八恵子                                                                                            |
| 第7話  | 王都プラスタ           | 梅原英司          | 松下周平          | 松下周平          | 稲吉智重、中村和久、坂井久太 井川典恵、木宮亮介、又賀大介                                                       |
| 第8話  | ソーレナの孫娘         | 平川哲生          | 平川哲生          | 徳土大介          | 中田正彦、豆塚あす香、稲吉智重 稲吉朝子、相澤秀亮、永吉隆志 又賀大介、木宮亮介、坂井久太                        |
| 第9話  | 再会                   | 鈴藤晃            | タムラコータロー  | 大河原崇          | 坂井久太、豆塚あす香、稲吉智重 稲吉朝子、又賀大介、木宮亮介 平村直紀                                            |
| 第10話 | 明かされた真相         | 高橋龍也          | おざわかずひろ    | 美甘義人          | 永吉隆志、渡邉八恵子、中村和久                                                                                  |
| 第11話 | 魔女と魔術師           | 梅原英司          | 迫井政行          | 赤井倍人          | 豆塚あす香、井川典恵、永吉隆志 渡邉八恵子、中田正彦、平村直紀 海野なつき、前原薫、木宮亮介 又賀大介             |
| 第12話 | ゼロから始める魔法の書 | 平川哲生 梅原英司 | 平川哲生          | 武市直子 川村賢一 | 中田正彦、豆塚あす香、渡邉八恵子 永吉隆志、井川典恵、稲吉朝子 平村直紀、相澤秀亮、海野なつき 木宮亮介、又賀大介 |

### 放送局
| 放送期間                | 放送時間                     | 放送局     | 対象地域 | 備考                        |
| ----------------------- | ---------------------------- | ---------- | -------- | --------------------------- |
| 2017年4月10日 - 6月26日 | 月曜 23:30 - 0:00            | AT-X       | 日本全域 | CS放送 / リピート放送あり   |
| 2017年4月11日 - 6月27日 | 火曜 0:30 - 1:00（月曜深夜） | TOKYO MX   | 東京都   |                             |
|                         |                              | サンテレビ | 兵庫県   |                             |
|                         |                              | BSフジ     | 日本全域 | BS放送 / 『アニメギルド』枠 |
|                         | 火曜 1:00 - 1:30（月曜深夜） | KBS京都    | 京都府   |                             |
| 2017年4月12日 - 6月28日 | 水曜 1:00 - 1:30（火曜深夜） | tvk        | 神奈川県 |                             |

| 配信期間                | 配信時間                     | 配信サイト |
| ----------------------- | ---------------------------- | --- |
| 2017年4月11日 - 6月27日 | 火曜 0:30 - 1:00（月曜深夜） | AbemaTV 新作アニメch |
| 2017年4月17日 - 7月3日  | 月曜 0：00 更新              | GYAO! フジテレビオンデマンド ビデオマーケット |
|                         | 月曜 10：00 更新             | DMM.com |
|                         | 月曜 12：00 更新             | バンダイチャンネル hulu ひかりTV J:COM オン デマンド ビデオパス dアニメストア アニメ放題 U-NEXT Amazonプライム・ビデオ Rakuten SHOWTIME ムービーフルPlus |
|                         | 月曜 23:30 - 火曜 0:00       | ニコニコ生放送 |
| 2017年4月18日 - 7月4日  | 火曜 0:00 更新               | ニコニコチャンネル |
|                         | 火曜 更新                    | HAPPY!動画 |
| 2017年4月19日 - 7月5日  | 水曜 12：00 更新             | PlayStation Store |

### BD / DVD
| 巻   | 発売日        | 収録話          | 規格品番  | 規格品番  |
| 巻   | 発売日        | 収録話          | BD        | DVD       |
| ---- | ------------- | --------------- | --------- | --------- |
| BOX1 | 2017年8月2日  | 第1話 - 第6話   | BIXA-9611 | BIBA-9621 |
| 1    | 2017年8月2日  | 第1話 - 第2話   | BIXA-1161 |           |
| 2    | 2017年9月2日  | 第3話 - 第4話   | BIXA-1162 |           |
| 3    | 2017年10月3日 | 第5話 - 第6話   | BIXA-1163 |           |
| BOX2 | 2017年10月3日 | 第7話 - 第12話  | BIXA-9612 | BIBA-9622 |
| 4    | 2017年11月2日 | 第7話 - 第8話   | BIXA-1164 |           |
| 5    | 2017年12月2日 | 第9話 - 第10話  | BIXA-1165 |           |
| 6    | 2018年1月6日  | 第11話 - 第12話 | BIXA-1166 |           |

### WEBラジオ
『ゼロの書ラジオ ゼロラジ！』のタイトルで、音泉にて2017年4月8日から7月1日まで毎週土曜日に配信された。全13回。同年7月15日にSP回が配信された。パーソナリティはゼロ役の花守ゆみりと獣の傭兵役の小山剛志、アルバス役の大地葉。
ゲスト
- 第5回（2017年5月6日） - Chima
- 第7回（2017年5月20日） - たぴみる
- 第SP回（2017年7月15日） - 子安武人